# Aris Velujiotis
Aris Velujiotis, cuyo nombre verdadero era Athanasios (Thanasis) Klaras (27 de agosto de 1905 – 16 de junio de 1945) fue un líder prominente de la Ethnikos Laikos Apeleftherotikos Stratos (ELAS, Ejército Popular de Liberación Nacional), el brazo armado del Frente de Liberación Nacional (EAM, Εθνικό Απελευθερωτικό Μέτωπο), que fue la más grande organización de la resistencia griega desde 1942 a 1945. Aris Velujiotis, fue designado como líder militar de la ELAS por la dirección del EAM siendo miembro del Comité Central del Partido Comunista de Grecia.
Athanasios Klaras nació en Lamia, Grecia, en 1905. De joven participaba en los movimientos de izquierda y más tarde se unió al Partido Comunista de Grecia (KKE). Durante el régimen pro fascista de Ioannis Metaxas (1936-1941) fue encarcelado en la prisión de Aegina. Durante su juicio escapó y se unió al entonces ilegal Partido Comunista. Nuevamente fue detenido en 1939 y encarcelado en Corfú, donde permaneció hasta firmar la “cláusula de renuncia al Partido Comunista”.
En la Segunda Guerra Mundial fue miembro de la artillería del Ejército griego en el frente albanés (1940-1941) contra el Ejército italiano, hasta la invasión nazi y la rendición de Grecia (abril de 1941).
Después de que Alemania atacara a la Unión Soviética, Klaras fue destinado a la Grecia Central (Rumelia) por el Partido Comunista, para reunir el potencial para comenzar una guerrilla contra los nazis. El partido adoptó sus propuestas, y en enero de 1942 Klaras se trasladó a las montañas para comenzar a organizar a todas las guerrillas.
La primera aparición de los partisanos de Klaras ocurrió el 7 de junio de 1942 en el pueblo de Domnista (Evritania) en la Grecia Central. También fue esta la primera vez que apareció con el alias de Aris Velujiotis. Ganó entonces prominencia dentro del Ethnikos Laikos Apeleftherotikos Stratos (ELAS), al cual encabezaba junto a Stefanos Sarafis, un oficial militar que se había unido a las filas del ELAS con otros 800 oficiales del ejército anterior a la ocupación nazi.
Una de las operaciones más importantes que realizó el Ejército de Resistencia Griego (del cual Velujiotis y sus guerreros formaban parte junto a la resistencia republicana del EDES de Napoleón Zervas y los saboteadores británicos) fue el bombardeo del puente del río Gorgopotamus, en Lamia, en noviembre de 1942. Con éxito interrumpieron el flujo de refuerzos para la División alemana de Erwin Rommel en el norte de África por varios días, la cual dependía de la ruta Tesalónica-Atenas.
Ésta sería la última operación que la organización comunista ELAS realizaría junto a los Resistentes Republicanos, los cuales preconizaban una monarquía constitucional, y se oponían a la creación de un régimen comunista en Grecia.
En octubre de 1944 los nazis se retiraron de Grecia y Georgios Papandreu formó un nuevo gobierno respaldado per el Reino Unido, el Gobierno de Unidad Nacional de acuerdo con los tratados de Líbano y Gazerta. Cuando se firmó el acuerdo de Varkiza para terminar con la lucha entre las fuerzas del EAM y las fuerzas gubernamentales (apoyadas por las tropas británicas), Velujiotis rehusó vehementemente adherirse a él. 
Velujiotis nuevamente se estableció en las montañas de la Grecia Central, con el propósito de iniciar una lucha de insurgencia contra el nuevo gobierno y sus aliados británicos. Continuó dirigiendo la insurgencia hasta junio de 1945. Fue interceptado con su unidad en las montañas de Agrafa, a manos de los grupos paramilitares controlados por el gobierno central de Atenas. Él y su Segundo comandante, Tzavellas, fueron sitiados por una unidad y finalmente Aris fue asesinado junto con su camarada por una granada o por una bala. Los rumores afirman que se suicidó con su comandante Tzavellas cuando pensaron que ya no había futuro para su revolución. En cuerpo de Velujiotis fue decapitado, y su cabeza dispuesta en la plaza mayor de la ciudad de Trikala.